# Spay
Spay là một đô thị ở huyện Mayen-Koblenz bang Rheinland-Pfalz, phía tây nước Đức. Đô thị Spay có diện tích km². Đô thị này tọa lạc ở tả ngạn của sông Rhine. Đô thị này tọa lạc ở Rhine Gorge, một di sản thế giới UNESCO.